# 読売テレビ制作月曜夜7時台枠のアニメ
読売テレビ制作 月曜夜7時台枠のアニメ（よみうりテレビせいさく げつようよるしちじだいわくのアニメ）は、読売テレビの制作により、日本テレビ系列で毎週月曜19時00分 - 20時00分（JST）に放送されていたテレビアニメの作品一覧である。

## 経緯
旧名称の「月曜19時アニメアワー」という名称は、読売テレビのプロデューサーで同局制作のアニメを担当する諏訪道彦が2007年5月21日公開分の 自身の日記 でこの放送枠のことを言及した際に用いられたものである。以後も不定期に放送される劇場版『名探偵コナン』の宣伝番組などでこの名称が使用されたことがあるが「19時」の部分を「7時」と表記する場合もあり、はっきりとは統一されていない。
『結界師』が放送されていた頃には、『結界師』の放送後に『結界師』と『名探偵コナン』の各キャラクター数名のコラボレーションアニメが放送されていた。このアニメの後は、そのままステブレレスで『名探偵コナン』を開始していた。この以前にも、『ガンバリスト!駿』の藤巻駿（声 - 阪口大助）と『名探偵コナン』のコナン（声 - 高山みなみ）が共演する同様のアニメが放送されていたことがある。なお、『ヤッターマン』の1月から9月放送分までは19時01分から放送開始となり『名探偵コナン』とのコラボレーションアニメは廃止されていた。

### 番組枠の統合
2005年10月に当時放送されていた『ブラック・ジャック』と『名探偵コナン』が名目上1つの番組枠に統合されたのが本枠の始まりである。ただし、放送形態は従来通り前半30分が『ブラック・ジャック』および『ブラック・ジャック21』、後半の30分が『名探偵コナン』という構成で新聞などの番組表も作品ごとに分かれたままだったことから、表向きは統合前と全く変わりはなかった。
2006年10月からは『ブラック・ジャック』シリーズに代わり『結界師』がスタート。しかし、2007年9月10日をもってこの時間帯での放送を終了し深夜枠へ移行する。10月から12月まではこの放送枠を「秋のミステリーアワー」と題し、『コナン』および『金田一少年の事件簿』を放送した。

### 「アニメ☆7」へ
2008年1月からは前半の放送枠で『ヤッターマン』のリメイク版の放送がスタート。そして同年10月からは「アニメ☆7」の名称を本枠の正式名称として放送上で用いるようになり、2作品とも統合されて1時間のアニメ枠となった。それにともないGコードやEPGも統一され、視聴率の算定でも一つの番組として扱われるようになった。この他「部屋を明るくして画面からはなれてくださいね」との警告テロップも、最初に「コナンからのお願い」として表示するだけになった。『ヤッターマン スペシャル』の放送時はヤッターマンからのお願いとなっていた。
また11月からは2作品の放送順を入れ替え、前半に『名探偵コナン』、後半に『ヤッターマン』が編成された。この放送順の入れ替えにより『ヤッターマン』は放送開始時刻が19時30分頃（実際には19時30分よりも少し早く開始する）となり、先に放送される『名探偵コナン』の番組最後に発表される「Next conan's HINT」やエンドクレジットも『ヤッターマン』終了後に流れた。

### 放送枠の終了
日本テレビは、2009年4月改編で、平日19時台に生放送の帯バラエティ番組『サプライズ』を放送することになったため、本枠は同年3月で終了、同年4月以降、『名探偵コナン』は土曜18:00 - 18:30、『ヤッターマン』は日曜7:00 - 7:30に放送枠が移動となり、本枠は半年で解消され、読売テレビとしては月曜19時台の1時間アニメ枠が確立した1995年4月から実に14年間の歴史に幕を降ろした。ただし、テレビ大分に関しては、『名探偵コナン』移転先の時間帯に、フジテレビの音楽番組『ミュージックフェア』を放送しており、それを優先するため、『名探偵コナン』については日曜 9:30 - 10:00に遅れネットを行う事となり、2011年4月以降は1時間スペシャルを除き土曜 18:30 - 19:00で放送されている。
これに伴い、月曜19時台の制作権は日本テレビに返上され、1986年1月から中断期を含めて23年3か月に亘って放送してきた読売テレビ制作の月曜19時台のアニメ枠が幕を閉じて、さらに日本テレビ系列の19時台からアニメ枠が姿を消した。これにより1973年4月開始以来、読売テレビ制作枠月曜日36年間続いていた歴史に幕を閉じた。

### その後
2013年4月の改編で、前述のように日曜7時枠に移っていたアニメ枠が、『名探偵コナン』の前枠である土曜17:30 - 18:00の枠に再移動することになったため、放送枠は異なるものの読売テレビの1時間アニメ枠が再度形成されることになり 、以降現在に至るまでNTV土曜夕方にはytvアニメが継続している。なお、これに対しテレビ大分は引き続き日曜朝7時枠で放送されている。
当枠の廃枠後テレビ東京では2013年4月の改編で月曜19:00の『たまごっち! ゆめキラドリーム』と、19:30の『アイカツ!』が、それぞれ木曜の18:30と18:00に移動し、代わって水曜深夜からバラエティ番組『YOUは何しに日本へ?』が拡大移動（18:30 - 19:54）したため、在京民放の月曜19時台から完全にアニメ放送がなくなった。

### 放送された番組
前半枠
- ブラック・ジャック（2004年10月 - 2006年3月）
- ブラック・ジャック21（2006年4月 - 9月）
- 結界師（2006年10月 - 2007年9月）
- ヤッターマン（リメイク版）（2008年1月 - 2009年3月）

後半枠
- 名探偵コナン（1996年1月 - 2009年3月）

その他
- 金田一少年の事件簿（2007年11月）
2007年10月 - 同年12月の1時間枠「秋のミステリーアワー」内にてスペシャル版を放送。

## 概要

### 前半
それまで本時間帯のアニメ作品は日本テレビが制作を担当していたが、1986年1月から読売テレビ制作枠に変更された。本枠が読売テレビ制作枠になるのは、1965年9月6日 - 1966年4月25日放送の恋愛バラエティ番組『プロポーズ作戦』以来であったが、1988年4月4日より本枠が30分の帯情報番組『追跡』に移行するのに伴い2年3か月間で終了となった。
『追跡』終了後、しばらくして当枠の制作が読売テレビに戻った。当初はバラエティ番組やドキュメンタリー番組を編成していたが、第1期の終了から7年後の1995年、『ストリートファイターII V』の開始に伴い再度アニメ枠が復活。
1997年4月7日からは『金田一少年の事件簿』がスタートし、2000年9月11日まで放映された。放送中は後半枠の『名探偵コナン』と併せて「月曜7時のミステリーアワー」という触れ込みがあった。
2000年10月16日からは『犬夜叉』がスタートし、2004年9月13日まで放映された。続いて『ブラック・ジャック』がスタートし、2006年4月10日に『ブラック・ジャック21』としてリニューアルし半年間放送した。なお『ブラック・ジャック』放送中の2005年10月10日より、直後の19時台後半のアニメ枠と本枠が名目上「月曜19時アニメアワー」に統合された。
2006年10月16日からは『結界師』に代わったが、視聴率不振により2007年10月15日より深夜枠へ移動した。2007年10月15日から12月3日までの間、「秋のミステリーアワー」と題し、『名探偵コナン』の1時間スペシャルと『金田一少年の事件簿』の新作をこの期間のみ1時間枠に拡大して放送した。
2008年1月14日より、かつて1977年から1979年にかけてフジテレビ系列で放送された『ヤッターマン』のリメイク版がスタートした。同年10月20日からはそれまでの「月曜19時アニメアワー」を「アニメ☆7」に改題し、正式に1時間枠に統合された。またこれに伴い『ヤッターマン』と『名探偵コナン』の放送時間を入れ替え、19時00分から『名探偵コナン』、19時30分ごろから『ヤッターマン』という構成に変更された。
2009年4月6日からは再度バラエティ枠に移行し、本時間帯での情報バラエティ『サプライズ』の放送開始に伴い、『名探偵コナン』は4月4日より土曜18時台前半枠に移動となった。土曜日に読売テレビとトムス・エンタテインメントが制作する全日帯アニメを放送するのは、制作会社が東京ムービー時代の1984年に土曜19時前半枠で放映された『ルパン三世 PARTIII』以来で25年ぶりに復帰することになる。さらに土曜18時台前半に読売テレビ制作の全国ネットのレギュラー番組が放送されるのは、1973年に放送された『永大勝ち抜きのど自慢』以来36年ぶりである。なお、『ヤッターマン』は同様の改編で4月5日より日曜7時台前半枠に移動となった。
主題歌は『犬夜叉』から『ブラック・ジャック21』までは、エイベックス所属のアーティストが担当していた。

#### 第1期
この時期はスポンサーセールス上スポンサードネットの局と、ローカルセールス枠または他系列スポンサードネット枠の局・クロスネット局とに分かれ、後者では未ネット・異時ネットの系列局や、競合局に放映権を譲渡した地域も存在した。

#### 第2期
日本テレビ系列で同時ネット放送。
ただし、スポンサードセールスが混在した時代の名残で作品により一部地域ではローカルスポンサーが入り、CMを差替えていた例も過去にはあった（テレビ新潟等）。さらに、四国放送では同時ネット開始は2004年4月12日であり、それまでは深夜に遅れネット（スポンサーなし。『金田一少年の事件簿』の途中から）であった。

### 後半
1989年10月に制作局が日本テレビから読売テレビに変更され、1973年10月に日曜19時台前半枠に移動した『全日本歌謡選手権』以来16年ぶりにこの枠が読売テレビ制作枠となり、柔道人気を後押しする形で人気となった『YAWARA!』、読売新聞連載の4コマ漫画が原作となる『コボちゃん』を放送した。1994年3月にアニメ枠が一旦終了してバラエティ番組『即席!明るい改造計画』（司会：関根勤・研ナオコ・今田耕司）を放送、1994年10月、アニメ枠に戻り『魔法騎士レイアース』は人気を博し当初の終了予定を延長して1995年11月まで放送された。
その後を受けて1996年より開始した『名探偵コナン』は、1997年より直前の19時台前半にて開始された『金田一少年の事件簿』と共にゲーム化や映画化など爆発的な人気を得て長期シリーズへと成長、1999年から2001年までの3年間は平均視聴率が回によっては20%越えを達成することもあった。2004年頃からは視聴率が低下し始め、キー局の日本テレビがある関東地区では視聴率は8%前後と落ち込んでいたが、一方で制作局の読売テレビのある関西地区では10%前後を推移していた。
2005年10月より、19時台前半と番組枠を統合し「月曜19時アニメアワー」がスタート。この時点ではまだGコードやEPGは番組別となっており枠統合前と同様であったが、2008年10月から「アニメ☆7」へと改題されたのに伴いGコードなども統一された。また2007年10月から12月までは19時台前半で放送されていた『結界師』の放送枠移動を受け、2008年1月に前半枠で『ヤッターマン』のリメイク版開始まで『名探偵コナン』や『金田一少年の事件簿』の新作を「秋のミステリーアワー」として臨時で1時間SPを放送した。
2009年4月から平日19時台にて、1時間枠のバラエティ番組『サプライズ』の開始を受け、『ヤッターマン』については、同年4月5日より、『所さんの目がテン!』の後枠として日曜7時台前半に移動となった。その後の日曜7時台前半は、『夢色パティシエール』、『べるぜバブ』、『宇宙兄弟』が放送され、2013年4月から放送時間が土曜夕方5時台後半に移動となった。また、日曜朝7時台前半枠は再びローカルセールス枠となり、日本テレビと一部系列局では4年ぶりに『所さんの目がテン!』が戻ることになった一方、読売テレビと一部系列局では後半枠から『遠くへ行きたい』が移動した。また自治体の広報番組等の自社制作枠・系列内外の遅れネット番組枠となった局もある。
テレビ宮崎も火曜15時00分 - 15時30分に放送していた。

## 作品リスト

### 前半枠 (19:00 - 19:30)
| タイトル                                                  | 放映期間                       | 話数 | 期    | 製作会社                           | 原作                                      | 声の出演                                                                       | 備考        |
| --------------------------------------------------------- | ------------------------------ | ---- | ----- | ---------------------------------- | ----------------------------------------- | ------------------------------------------------------------------------------ | ----------- |
| ※これ以前は、日テレ制作アニメ枠を参照。                   |                                |      |       |                                    |                                           |                                                                                |             |
| ロボタン                                                  | 1986年1月6日 - 9月22日         | 33   | 第1期 | 東京ムービー新社 大広              | 菅原昭吾（企画原案） 森田拳次（原案協力） | 丸山裕子、山田栄子、坂本千夏、田中真弓                                         |             |
| ボスコアドベンチャー                                      | 1986年10月6日 - 1987年3月30日  | 26   | 第1期 | 日本アニメーション 電通大阪支社    | トニー・ウルフ                            | 中原茂、石丸博也、山寺宏一、皆口裕子、柴田秀勝                                 |             |
| シティーハンター                                          | 1987年4月6日 - 1988年3月28日   | 51   | 第1期 | 日本サンライズ                     | 北条司                                    | 神谷明、伊倉一恵、田中秀幸、玄田哲章、麻上洋子、鷹森淑乃、小山茉美             |             |
| ※この間非アニメ番組。                                     |                                |      |       |                                    |                                           |                                                                                |             |
| ストリートファイターII V                                  | 1995年4月10日 - 11月27日       | 29   | 第2期 | グループ・タック                   | CAPCOM（原案） 今井賢一                   | 辻谷耕史、羽賀健二、横山智佐                                                   |             |
| バケツでごはん                                            | 1996年1月8日 - 6月24日         | 20   | 第2期 | 小学館プロダクション マジックバス  | 玖保キリコ                                | 長沢直美、伊藤美紀、難波圭一、神田うの                                         |             |
| ガンバリスト!駿                                           | 1996年7月1日 - 1997年3月10日   | 30   | 第2期 | サンライズ                         | 森末慎二 菊田洋之                         | 阪口大助、松本梨香、櫻井智、佐々木望                                           |             |
| 金田一少年の事件簿                                        | 1997年4月7日 - 2000年9月11日   | 148  | 第2期 | 東映動画 ↓ 東映アニメーション 電通 | 天樹征丸 / 金成陽三郎 さとうふみや        | 松野太紀、中川亜紀子、小杉十郎太                                               |             |
| 犬夜叉                                                    | 2000年10月16日 - 2004年9月13日 | 167  | 第2期 | サンライズ                         | 高橋留美子                                | 山口勝平、雪野五月、日髙のり子                                                 | [ 注釈 16 ] |
| ブラック・ジャック                                        | 2004年10月11日 - 2006年3月6日  | 61   | 第2期 | 手塚プロダクション                 | 手塚治虫                                  | 大塚明夫、水谷優子、佐藤ゆうこ、小野涼子                                       |             |
| ブラック・ジャック21                                      | 2006年4月10日 - 9月4日         | 17   | 第2期 | 手塚プロダクション                 | 手塚治虫                                  | 大塚明夫、水谷優子、佐藤ゆうこ、小野涼子                                       |             |
| 結界師                                                    | 2006年10月16日 - 2007年9月10日 | 37   | 第2期 | サンライズ                         | 田辺イエロウ                              | 吉野裕行、斉藤梨絵、多田野曜平                                                 | [ 注釈 17 ] |
| 秋のミステリーアワー （名探偵コナン・金田一少年の事件簿） | 2007年10月15日 - 12月3日       | -    | 第2期 | 東映アニメーション 電通            | 天樹征丸 / 金成陽三郎 さとうふみや        | 松野太紀、中川亜紀子、小杉十郎太                                               | [ 注釈 18 ] |
| 秋のミステリーアワー （名探偵コナン・金田一少年の事件簿） | 2007年10月15日 - 12月3日       | -    | 第2期 | 東京ムービー                       | 青山剛昌                                  | 高山みなみ、山崎和佳奈、神谷明、茶風林、緒方賢一                               | [ 注釈 18 ] |
| ヤッターマン                                              | 2008年1月14日 - 9月8日         | 24   | 第2期 | タツノコプロ                       | 竜の子プロダクション                      | 吉野裕行、伊藤静、たかはし智秋、小原乃梨子、八奈見乗児、たてかべ和也、滝口順平 | [ 注釈 19 ] |
| アニメ☆7 （名探偵コナン）                                 | 2008年10月20日 - 2009年3月23日 | 14   | 第2期 | 東京ムービー                       | 青山剛昌                                  | 高山みなみ、山崎和佳奈、神谷明、茶風林、緒方賢一                               | [ 注釈 20 ] |
| ※以降非アニメ番組、本枠は土曜18:00枠へ移動                |                                |      |       |                                    |                                           |                                                                                |             |

### 後半枠 (19:30 - 20:00)
| タイトル                                  | 放映期間                        | 話数 | 期    | 製作会社         | 原作                 | 声の出演                                                                       | 備考        |
| ----------------------------------------- | ------------------------------- | ---- | ----- | ---------------- | -------------------- | ------------------------------------------------------------------------------ | ----------- |
| ※これ以前は、日テレ制作アニメ枠を参照。   |                                 |      |       |                  |                      |                                                                                |             |
| YAWARA!                                   | 1989年10月16日 - 1992年9月21日  | 124  | 第1期 | キティ・フィルム | 浦沢直樹             | 皆口裕子、永井一郎、関俊彦、鷹森淑乃、神谷明                                   |             |
| コボちゃん                                | 1992年10月19日 - 1994年3月21日  | 63   | 第1期 | エイケン 宣弘社  | 植田まさし           | 大谷育江、松井菜桜子、二又一成、宮内幸平、上村典子、茶風林                     |             |
| この間、非アニメ番組                      |                                 |      |       |                  |                      |                                                                                |             |
| 魔法騎士レイアース                        | 1994年10月17日 - 1995年11月27日 | 49   | 第2期 | 東京ムービー新社 | CLAMP                | 椎名へきる、吉田古奈美、笠原弘子、白鳥由里、緒方恵美                           |             |
| 名探偵コナン                              | 1996年1月8日 - 2008年9月8日     | 515  | 第2期 | 東京ムービー     | 青山剛昌             | 高山みなみ、山崎和佳奈、神谷明、茶風林、緒方賢一                               | [ 注釈 22 ] |
| アニメ☆7 （ヤッターマン）                 | 2008年11月10日 - 2009年3月16日  | 11   | 第2期 | タツノコプロ     | 竜の子プロダクション | 吉野裕行、伊藤静、たかはし智秋、小原乃梨子、八奈見乗児、たてかべ和也、滝口順平 | [ 注釈 23 ] |
| ※以降非アニメ番組、本枠は日曜7:00枠へ移動 |                                 |      |       |                  |                      |                                                                                |             |